# راونج
يعد راونج (بالإندونيسي: Gunung Raung) أحد أكثر البراكين نشاطًا في جزيرو جاوة في إندونيسيا.
يقع في مقاطعة جاوة الشرقية ولها كالديرا بعرض 2 كيلومتر (1.2 ميل) وعمق 500 متر (1600 قدم) محاطة بحافة رمادية. يرجع الإختلاف في لون حافة وجوانب البراكين إلى إفتقار الحافة للنباتات مقارنة بالنباتات الصحية والواسعة على الأجنحة. يعد راونج الذي يبلغ إرتفاعه 3332 مترًا (10932 قدمًا) فوق مستوى سطح البحر، أطول بركان في هذه المجموعة. على الرغم من أن الوديان الواقعة بين البراكين الرئيسية تتميز بتربة خصبة غنية بالرماد للزراعة، فإن الأراضي المتاحة محدودة للغاية.
راونج يحتوي على مراكز شيدت على طول خط شمال شرق إلى جنوب غربي، مع وجود براكين جونونج سوكيت وجونونج جادونج الطبقيين إلى الشمال الشرقي والغرب على التوالي. يمكن رؤية جبل راونج من شاطئ لوفينا، سينغاراجا، شمال بالي. التسلق الطبيعي هو من خلال بوندوسو.